# Ardisia ototomoensis
Espèce
Ardisia ototomoensis est une espèce de plantes à fleurs de la famille des Primulaceae et du genre Ardisia.
C'est un arbuste endémique du Cameroun observé dans la réserve forestière d'Ottotomo à 40 kilomètres de Yaoundé, sur la route de Kribi. Il mesure environ 1,50 m, avec des fleurs blanches, pendantes, et des fruits rouges.